# Матерацци, Джузеппе
Джузеппе Матерацци (итал. Giuseppe Materazzi; 5 января 1946 года, Арборея, Италия) — итальянский футболист, игравший на позиции полузащитника, по завершении игровой карьеры — тренер. Отец чемпиона мира по футболу 2006 Марко Матерацци. Обладатель Кубка Митропы 1987/1988 (в качестве главного тренера клуба  «Пиза»).

## Клубная карьера
Воспитанник  «Ювентуса».
Во взрослом футболе дебютировал в 1967 году за команду «Темпио» , в которой провел один сезон, приняв участие в 34 матчах чемпионата.
Своей игрой привлек внимание представителей тренерского штаба клуба «Лечче», к которому присоединился в 1968 году. Сыграл за «Темпио» семь сезонов. Являлся игроком основного состава.
1975 заключил контракт с «Реджиной», в составе которого провел следующий год своей карьеры. 
С 1976 года два сезона защищал цвета клуба «Бари».
Завершил профессиональную игровую карьеру в клубе «Черретезе», где выступал в течение 1978—1979 годов.

## Тренерская карьера
Начал тренерскую карьеру сразу же после завершения карьеры игрока, в 1979 году, возглавив тренерский штаб клуба «Черретезе». В 1988 году выиграл с клубом «Пиза» Кубка Митропы 1987/1988, после чего был приглашён на пост главного тренера «Лацио», где проработал два года.
В период 1990—2016 годов являлся главным тренером в итальянских клубах «Бари», «Падова», «Брешиа», «Пьяченца», «Венеция», «Карьяри», «Кротоне» и других. Также возглавлял португальский «Спортинг», китайский «Тяньцзинь Тэда», греческий «Олимпиакос Волос» и румынский «Брашов». Последним местом работы была женская команда «Лацио», где Матерацци был главным тренером в 2016 году.

## Личная жизнь
Имеет двух сыновей: Марко Матерацци — футболист, чемпион мира 2006 в составе сборной Италии и Маттео Матерацци — спортивный агент.